# ولیک ملنک
ولیک ملنک (به لاتین: Velike Malence) یک زیستگاه انسانی در اسلوونی است که در Brežice Municipality واقع شده‌است.

## خصوصیات
ولیک ملنک ۴٫۰۸ کیلومترمربع مساحت و ۲۱۹ نفر جمعیت دارد و ۱۵۰٫۱ متر بالاتر از سطح دریا واقع شده‌است.